# Ladislav II. Blagajski
Ladislav II. Blagajski († 1439.), hrvatski velikaš, knez iz velikaške obitelji knezova Blagajskih.
Bio je najstariji od trojice sinova kneza Nikole IV. i Maje Ratetić. Braću su mu bila Antun i Ivan V. U prvim desetljećima 15. stoljeća nametnuo se kao najvažniji pripadnik obitelji. Svoju snagu je temeljio na povezivanju s vladarom pa je stoga, zajedno s braćom, pomogao hrvatsko-ugarskom kralju Žigmundu (1387. – 1437.) u njegovu sukobu protiv bosanskog vojvode Hrvoja Vukčića Hrvatinića († 1416.).
Ladislav II. i njegova braća pratili su kralja Žigmunda i na njegovim vojnim kampanjama u Češkoj i sjevernoj Italiji. Kralj im je kao nagradu za uspješnu službu vratio 1419. godine grad Ostrožac i potvrdio njihovo pravo na utvrđene gradove Otoku, Brezovicu, Vojsku i Visoko. Ostrožac im je prepustio kao nasljedno dobro 1436. godine.